# Attentat suicide de Netanya
 (juillet 2025).
L'attentat suicide de Netanya est un attentat suicide perpétré par un terroriste palestinien, le 4 mars 2001, à l'intersection des rues Herzl et Shoham à Netanya. Trois personnes ont été tuées et plus de 60 ont été blessées. Il s’agit du premier attentat suicide de la Seconde intifada.

## Déroulement
Le dimanche 4 mars 2001, peu avant 9 heures, un kamikaze, portant une ceinture explosive sous ses vêtements, s'est fait exploser au carrefour très fréquenté des rues Herzl et Shoham, à Netanya.

## Conséquences
L'explosion a tué trois citoyens israéliens, dont Naftali Din, le premier dirigeant du conseil de Tel Mond (85 ans), sa nièce, Shlomit Ziv (58 ans) et Yevgenya Malchin de Netanya (70 ans), et blessé plus de 60 personnes.

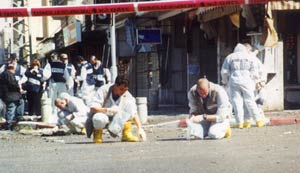
Conséquences de l'attaque.

## Revendication
L'organisation Hamas a revendiqué la responsabilité de l'attaque et a précisé, comme confirmation, que c'était un palestinien de 23 ans, nommé Ahmed Aliyan, résident de Cisjordanie, qui l'avait commise.